# バーニング・ダウン 爆発都市
『バーニング・ダウン 爆発都市』（原題：拆彈專家2、英題：Shock Wave 2）は、2020年の香港・中国合作映画。監督はハーマン・ヤウ。主演はアンディ・ラウ、ラウ・チンワン、ニー・ニー。
『SHOCK WAVE ショック ウェイブ 爆弾処理班』（原題：拆彈專家、英題：Shock Wave）に続くシリーズ第2作だが、設定・ストーリーはリセットされており前作とのつながりはない。アンディ・ラウとラウ・チンワンは1999年の『暗戦 デッドエンド』以来の共演。
全世界で2億2,640万ドルの収益を上げており、2020年で10番目に収益の高い映画になっている。

## キャスト
- フォン - アンディ・ラウ
- チョクマン - ラウ・チンワン
- リン - ニー・ニー
- - ツェ・クワンホー
- - フィリップ・クン
- - ロン・ン
- - マーク・マー
- - ケニー・ウォン
- - ティモシー・チェン
- - ベン・ユエン
- - ウィルフレッド・ラウ
- - ベイビージョン・チョイ